# Hayato Sasaki
Hayato Sasaki (佐々木 勇人?, Sasaki Hayato; Shiogama, 29 novembre 1982) è un ex calciatore giapponese, di ruolo centrocampista.

## Palmarès

### Competizioni nazionali
- Coppa del Giappone: 2

Gamba Osaka: 2008, 2009

### Competizioni internazionali
- AFC Champions League: 1

Gamba Osaka: 2008